# Audiomack
Audiomack è una piattaforma di streaming musicale e audio che consente agli artisti di caricare musica e podcast per gli ascoltatori attraverso la sua app mobile e il suo sito web.

## Storia
Audiomack è stata fondata nel 2012 da Dave Macli e David Ponte per consentire agli artisti di condividere mixtape, canzoni e album. Nel gennaio 2019, ha annunciato di aver raggiunto 1,5 milioni di utenti attivi al giorno attraverso le sue app mobile e il suo sito.  Nel settembre 2018, Eminem  ha pubblicato “Killshot”, una traccia diss su Machine Gun Kelly, esclusivamente su Audiomack e ha ottenuto 8,6 milioni di ascolti in quattro mesi. Nel mese di febbraio 2019, Nicki Minaj ha pubblicato tre canzoni, tra cui un remix della canzone di Blueface "Thotiana", direttamente sul servizio.

## Caratteristiche
Audiomack è un servizio di streaming su richiesta completamente gratuito. Gli utenti e gli artisti possono caricare la loro musica sul servizio tramite il suo sito Web e Audiomack utilizza una combinazione di impronte digitali, richieste di rimozione DMCA e cura per la condivisione non autorizzata. Audiomack non limita o addebita agli uploader la memorizzazione dei contenuti sul servizio. Il sito riceve anche musica attraverso accordi di licenza con etichette e distributori come Beatroot, 300 ed EMPIRE, e gestisce i diritti attraverso il suo rapporto con Songtrust.